# Heterometrus spinifer
Heterometrus spinifer (лат.) — крупный вид скорпионов из семейства Scorpionidae. Не агрессивен. Его яд может вызвать сильную боль в месте укуса, заболевание глаз, мягкое онемение вокруг поражённого участка, но не смерть.
Этот вид широко распространен в Юго-Восточной Азии, особенно в Малайзии, Таиланде, Камбодже и Вьетнаме. Обитает во влажных джунглях, под кустами, в расщелинах в земле и между корнями деревьев, где можно спрятаться в течение дня.
Окраска тела от чёрного до иссиня-чёрного цвета с чёрно-бледно-зелёным отблеском. Длина тела достигает 10—15 см. Клешни хорошо развиты.
Основу питания этого скорпиона составляют тараканы, сверчки и саранча.